# نجيب إبراهيم طراد
نجيب أفندي إبراهيم طرّاد (15 ديسمبر 1859 - 23 أبريل 1911) صفحي ومترجم لبناني عثماني. ولد في بيروت ونشأ ودرس فيها. أتقن الألمانية، والفرنسية، والإنجليزية، وألمّ بالإيطالية والتركية. تصدر للتدريس في حمص وعكا وبيروت، ثم ذهب إلى‌ مصر وتنقل بين عدة وظائف بالحكومة الخديوية. ساهم بالصحافة المصرية والبيروتية، فحرر في «التقدم» و«الصفا» و«الأهرام» و«البصير». وقد أنشأ جريدة «الرقيب» سنة 1898، وأصدرها بضع سنوات. توفي في بيروت عن 52 عامًا. له ترجمات أدبية كثيرة عن الفرنسية، واهتم أيضًا بتاريخ الإمبراطورية الرومانية.

## سيرته
ولد نجيب إبراهيم متري طرّاد يوم 15 ديسمبر (كانون الأول) 1859 في مدينة بيروت بإيالة بيروت العثمانية، ونشأ بها. ينتمي إلى‌ أسرة طراد الشهيرة. تلقى‌ علومه في مدرسة الآباء اليسوعيين، ومدرسة القديس جاورجيوس للروم الأرثوذكس، ومدرسة كنيسة اسكوتلاندا ومدرسة الإنجليز. وبعده اشتغل بالتجارة في محلين في الثغر وفي دمشق، فلم ينجح فيها. ثم عمل مدرّسًا في حمص وانتدب لتدريس أولاد عباس بهاء الله في عكا، فأقام في منزله مدة يعلمهم. وبعده قام يدرس الطب في الكلية الفرنسية ببيروت، ولكنه لم يكمل دروسه، واقتصر على تعلم الحقوق واللغات. وكان يحسن اللغة الألمانية، والفرنسية، والإنجليزية، وألمّ بالإيطالية والتركية. 

ذهب إلى‌ مصر والتحق بوظائف الحكومة الخديوية، فعيّن كاتبًا بالسكة الحديدية ثم في وزارة الحربية ومترجمًا لأحمد عرابي باشا أيام محاكمته، «وقد حضر الحوادث العرابية، واستطلع جميع أحوالها، ولم يخش منها بادرة الاغتيال، ولما رأى حقه مبخوساً وترقيه بسلك الوظائف غير عادل آثر الاستقالة على البقاء.» وعلم ريجنالد ونجت العربية. وفي مصر ساهم الصحافة، وحرر في «التقدم» و«الصفا» في بيروت، و«الأهرام» و«البصير» بالقاهرة. أنشأ جريدة «الرقيب» سنة 1898، وأصدرها بضع سنوات. «وكان ذكيًا جدًا، قوي الذاكرة، سريع الخاطر، أبيّ النفس، حر الشمائل، لا يخلو مجلسه من نكتة أدبية أو مباحثة.» ثم سافر إلى الأستانة ومرسيليا، ورجع إلى بيروت واستقر فيها بقية حياته.

عُيّن عضواً في محكمة بداية الولاية، واستقال منها بعد مدة وترك السراي، ولازم بيته متفرغاً للكتابة حتى توفي يوم 23 أبريل (نيسان) 1911 ودُفن في مقبرة القديس ديمترويوس. 

## آثاره
من مؤلفاته:
- رسالة انتقادية في عادات معاصريه
- «تاريخ الدولة المكدونية و الممالك التي انفصلت عنها»، 1886
- «تاريخ الرومانيين من بناء رومية إلى تلاشي الحكومة الجمهورية»

ترجماته :
- «مختصر تاريخ الفلسفة»
- «اليهودي التائه»، رواية، من الفرنسية ونشرها بمجلدين، وهذه الرواية مشهورة في العالم لكثرة اللغات التي ترجمت إليها
- «عثليا»، رواية، ونظمها شعراً، ولسبب مجهول أحرقها دون أن تطبع أو تمثل
- «العبر»، رواية
- «حداثة هنري الرابع»، رواية
- «المتسولة الحسناء»
- «خليلة هنري دي بافار »
- «وقائع رينيه »
- «الملكة كاترين »
- «حصار باريز»
- «ملكة النور»
- «قبائل الشيطا»
- «العاشق الروسي»